# Tükhé

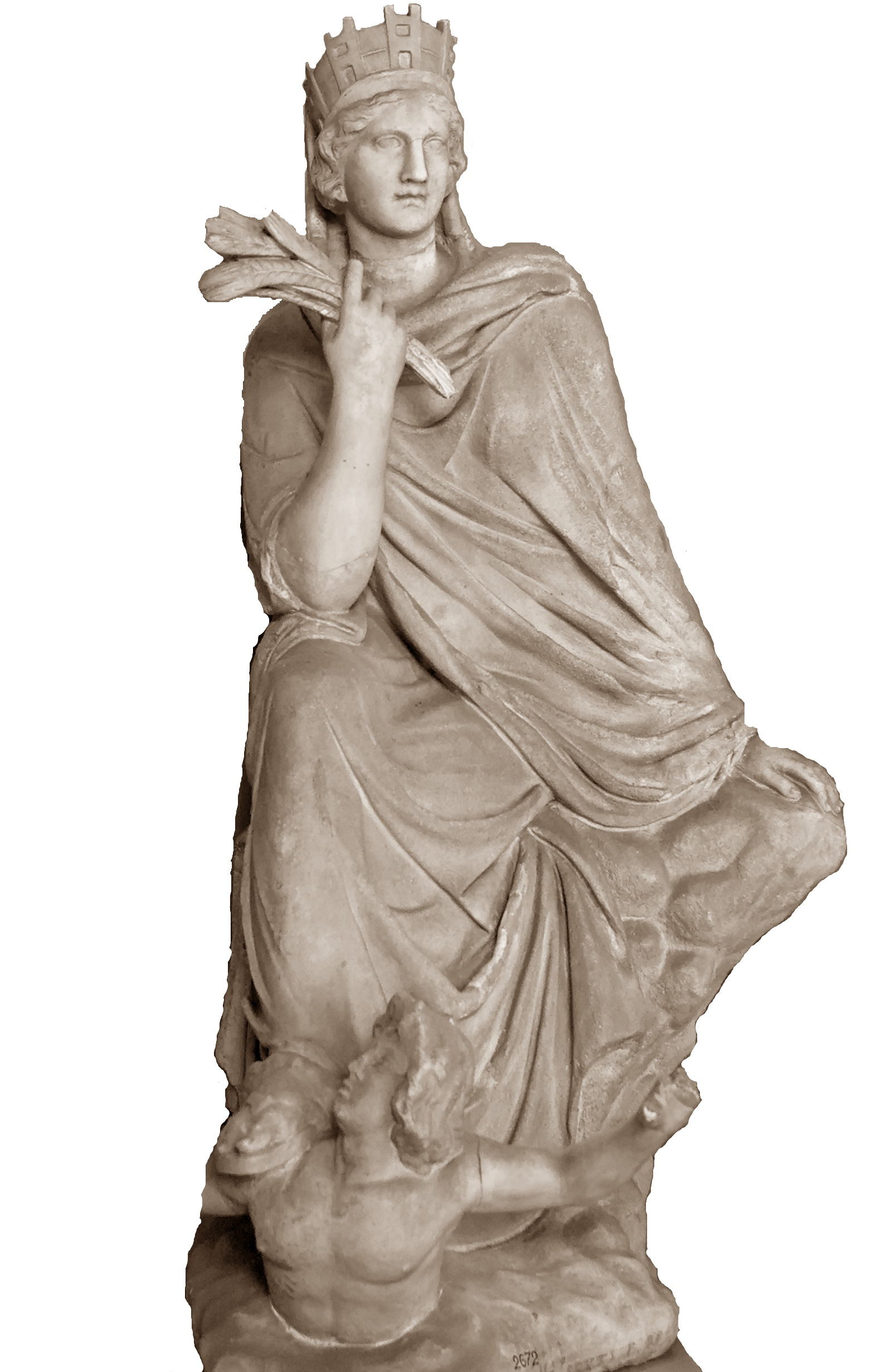
Eutükhidész: Antiokheiai Tükhé.
Egy sziklán ülő Tükhé, kezében egy csokor kalászt tart. Fejét tornyokból összeállított korona övezi. Lábánál, a szikla alól egy úszó alak felsőteste bukkan elő, a föld alatt folyó, majd Antiokheiánál ismét felszínre jövő Orontész jelképe.

Tükhé (görögül: Τύχη) a görög mitológiában a szerencse és a véletlen istennője. A római mitológiában a megfelelője Fortuna.
Zeusz vagy Hermész és Aphrodité leánya. A görögök hitvilágban, Tükhé nem egyszerűen véletlen és szerencse, hanem a történelmet irányító sorsszerű erő istennője is volt. Nevével először Homérosznál találkozhatunk: Tükhé volt az az isten, amellyel a többi isten sem mert vitába szállni. Pártfogolta a szerencsejátékosokat, azonban előfordult, hogy vagyonukból is kiforgatta őket. Jelképe a gömb, amelyet mindig kezében tartott, jelképezve vele a szerencse forgandóságát.
Számos fontos szerepet töltött be a filozófiai és egyéb ókori írásokban is. Empedoklésznak, mikor a növekvő Szeretet alatt álló világban meg kellett magyaráznia, miért történik pusztulás, vagy, hogy a nemek hogyan differenciálodnak ha a kozmosz épp a Szphairosz felé tart, Tükhét hívta segítségül. Ugyancsak Tükhével a magyarázta azt is, hogy miért van egyes dolgokban élet, másokban meg nem. Plutarkhosz a következőket írta Tükhéről „elhagyta a perzsákat és az asszírokat, könnyedén átröppent Makedóniába, gyorsan megrázta Alexandroszt, majd átment Egyiptomba és Szíriába, majd elcserélte a környező királyságokra, és megfordulva gyakran felmagasztalta a karthágóiakat”.
Palmürában és Edesszában Atargatisszal azonosították.